# مايك أرمسترونغ (لاعب كرة قاعدة)
مايك أرمسترونغ (بالإنجليزية: Mike Armstrong)‏ هو لاعب كرة قاعدة أمريكي، ولد في 7 مارس 1954 في غلين كوف في الولايات المتحدة.

## وصلات خارجية
- مايك أرمسترونغ على موقعبيزبول رفرنس.كوم (الدوري الرئيسي) (الإنجليزية)
- مايك أرمسترونغ على موقعبيزبول رفرنس.كوم (الدوري الثانوي) (الإنجليزية)
- مايك أرمسترونغ على موقع مشجعي الرسوم البيانية (الإنجليزية)